# Pose
En pose er en beholder lavet af et fleksibelt materiale. En pose er en normalt mindre, typisk skrøbelig og egnet til transport af mindre mængder af varer og affald.

## Posetyper
- Antistatisk pose
- Affaldspose
- Papirspose
- Plastpose
- Plastindkøbspose
- Sovepose
- Tepose